# The Great Complotto
The Great Complotto est un mouvement artistique, et principalement musical, apparu au début des années 1980 à Pordenone, en Italie, sous l'impulsion du punk britannique et américain. Il est connu pour son indépendance par rapport aux autres scènes punk et new wave existant en Italie à la même époque.

## Histoire
Depuis les années 1960, la musique anglo-saxonne se répand parmi la jeunesse de Pordenone, favorisée par la présence de soldats américains stationnés à Aviano, dont les radios diffusaient les dernières tendances musicales avant qu'elles ne se répandent dans d'autres régions d'Italie. À la fin des années 1970, le magazine alternatif Re Nudo cite Pordenone comme « l'avant-poste de la contre-culture freak dans le nord-est de l'Italie ».

« Pordenone peut être Londres mais Londres ne peut pas être Pordenone »

— Lettre de Miss Xox du groupe HitlerSS à Red Ronnie
Si les premiers balbutiements du punk rock apparaissent à Pordenone en 1976 lorsque Ado Scaini anime l'émission Tequila sur une radio libre locale, c'est entre 1977 et 1978 que se sont formés les premiers groupes tels que Tampax (anciennement connu sous le nom de Bung Pam Bing Tilt) et HitlerSS. Et ce sont Ado Scaini, Willy Gibson de Tampax et Fabio Zigante de HitlerSS qui sont alors parmi les plus grands promoteurs du mouvement. Les groupes actifs dans cette toute première période comprennent les Scurfs, embryon du futur Clockwork Orange. Le 9 septembre 1978, HitlerSS participe à la Festa de l'Unità à Pordenone, où, dans le contexte socio-politique italien de l'époque, dépourvu de toute possibilité d'ironie sur ces sujets, ils déclenchent la colère des militants du PCI, frôlant le lynchage à cause de leur nom.
En 1979, le premier split de ces deux groupes est publié par Compact Cassette Records de Pordenone sous le titre HitlerSS/Tampax. Peu après, les deux groupes se rendent à Londres pour promouvoir l'album, se produisant également sous le pont Aklam à Portobello Road où les musiciens jouent avec des instruments en carton (le concert s'appelle le Cartoon Concert) après avoir vu des exemplaires vinyles saisies à la frontière à cause du couplet « Queen Elizabeth I wanna fuck you ». Red Ronnie, qui avait depuis longtemps entamé un échange de lettres avec Miss Xox et qui était présent lors du concert, écrit : « HitlerSS et Tampax, je les ai vus à Londres où ils ont organisé un concert sous le pont Aklam au bout de Portobello Rd. Ils ont réussi à le faire publier dans Time Out et il y avait plus de flics que de spectateurs. Tous les instruments et les amplificateurs étaient sous film. Le concert a commencé et s'est terminé immédiatement par la destruction de cet « équipement » ».
En 1980, Tequila ferme ses portes et certains membres du mouvement fondent une micronation imaginaire, l'État de Naon, dont tous les groupes se disent originaires. L'une des performances inaugurales consiste à porter une brique portant l'inscription State of Naon de Pordenone à Pieve di Cento dans la nuit et à la laisser devant la maison de Red Ronnie. L'organe de diffusion des revendications du mouvement est un fanzine appelé Musique Mécanique, qui double son prix à chaque nouveau numéro, en y joignant des cadeaux extravagants tels qu'une bombe de peinture vide, un sachet de graisse Fiat, un ruban adhésif avec l'immatriculation du moteur, un boulon avec un écrou et une rondelle, une rose en plastique et ainsi de suite. L'hymne de l'État Naon est le morceau Atoms for Energy de Musique Mecanique, au son de laquelle ils déclarent ouvertement leur volonté de conquérir le monde. C'est au cours de ces années que le mouvement s'imprègne de plus en plus de sonorités new wave et post-punk ; dans ce contexte, Tampax lance un projet intitulé 01001101010111001010 (Cancer), tandis que des membres de HitlerSS fondent Andy Warhol Banana Technicolor.

## Discographie partielle

### Albums studio
- 1981 : Pordenone For Holidays - Pordenone For Holidays
- 1982 : XX Century Zorro - Danceolero
- 1983 : XX Century Zorro - La volpe du XX siècle
- 1984 : The Dam' Place - The Dam' Place
- 1988 : Ex - Cuori a gas
- 1988 : Tampax - Sorry Not Tonight
- 1989 : Futuritmi - Il bambino che baciava... e marameo alla morte
- 1995 : Tampax - Let It Shit
- 1999 : XX Century Zorro - La Côte d'azur
- 2007 : HitlerSS - Skate Like Elvis

### EP
- 1979 : HitlerSS/Tampax - HitlerSS/Tampax
- 1981 : Ice and the Iced - Ice and the Iced
- 1987 : Sexy Angels - Substitute

### Singles
- 1984 : Danx-A - Danx-A
- 1984 : Futuritmi - Colour of Fight/The End of My Day
- 1984 : Tampax - Police In The Car/Give Me In Your Eye
- 1985 : Tampax - O'Dio
- 2005 : Tampax - Bastard-Day/Police In the Cars
- 2015 : Tampax - Suck my cock/Snivell

### Compilations
- 1980 : AA.VV. - Pordenone/The Great Complotto
- 1981 : AA.VV. - Onda 400
- 1983 : AA.VV. - iV3SCR
- 1984 : AA.VV. - Pordenone/Taranto
- 1984 : AA.VV. - Un inverno a Pordenone